# Guy de la Berg
Guy Jean Paul Morgan de la Berg, född 6 mars 1937 i Bryssel i Belgien, död 12 november 2014 i Norrköping, var en svensk skådespelare och röstskådespelare.

## Biografi
Guy de la Berg studerade 1954–1955 på Gösta Terserus teaterskola som precis flyttat sin studio från Munkbron till Hovslagaregaten 4 på Blasieholmen. Han sökte därefter till Dramatens elevskola men blev inte antagen.
de la Berg debuterade istället som professionell skådespelare i september 1955 på Vasateatern (Vasan) i Stockholm med en mindre roll i Thornton Wilders komedi Äktenskapsmäklerskan i regi av Per Gerhard med Alice Eklund och Ernst Eklund. Trots det populära skådespelarparet blev inte uppsättningen den succé som direktionen hade hoppats på så engagemanget följdes en dryg månad senare av W. D. Homes komedi Vad vet mamma om kärlek? som slog bättre och gavs i 314 föreställningar på Vasan.
Han var från 1959 till 1961 anställd både som skådespelare och kock hos Knäppupp och medverkade under den tiden i två av Karl Gerhards revyer: Två träd och Ursäkta handsken, som båda spelades på Idéonteatern. En av de la Bergs främsta bedrifter var när han 1962 med några timmars varsel fick hoppa in i ett par föreställningar för en indisponibel Tage Danielsson i Svenska Ords första revy Gröna Hund på Gröna Lund.
Vid de årliga Bellmansspelen på Kungliga Djurgården framträdde de la Berg 1965 som Armfeldt förklädd till Casanova mot Teddy Rhodin som Konungen Gustav III, Lissi Alandh som Ulla Winblad och William Clauson som Bellman. 
Han spelade även kabaré med Hagge Geigert i Göteborg och revy med Tjadden Hällström i Skövde.
Han varvade revyuppdragen med framträdande insatser som teater- och musikalartist. Hösten 1970 turnerade de la Berg med Riksteatern som Motel i Spelman på taket, med Gösta Bernhard som Tevje och Inga Gill som Golde. Han skulle själv få göra Tevjes roll på Östgötateatern 1985 med Bojan Westin som Golde.
de la Berg var under flera år anställd vid Länsteatern i Örebro innan han 1985 kom till Östgötateatern i Norrköping–Linköping där han var verksam fram till pensioneringen. Bland hans många roller på Östgötateatern kan nämnas blomsterhandlaren i Little Shop of Horrors och Mr Sowerberry i Oliver Twist. På Riksteatern kreerade han också titelrollen i Hamlet.
I TV gjorde han den lågmälde Herr Håkansson i serien Goda grannar.
Han dubbade en del tecknade filmer och gjorde under några år rösten till Nalle Puh.
Guy de la Berg är gravsatt i minneslunden på Bromma kyrkogård.

## Filmografi i urval
- 1955 – Blockerat spår
- 1956 – Johan på Snippen
- 1956 – Flickan i frack
- 1963 – Svärdet i stenen (röst som ugglan Archimedes)
- 1964 – Kungsleden
- 1974 – Bröderna Malm (TV-serie)
- 1987 – Goda grannar (TV-serie) (Herr Håkansson)
- 1989 – Förhöret (TV-film)
- 1999 – Toy Story 2 (röst till Slinky Dog)
- 1999 – Nalle Puh – Vännernas fest (röst till Nalle Puh)
- 2000 – Tigers film (röst till Nalle Puh)
- 2001 – Rasten (TV-serie) (röst som rektor Prickly)
- 2002 – Harry Potter och de vises sten (röst som Mr. Ollivander)
- 2002 – Nalle Puh – Jullovet (röst till Nalle Puh)
- 2003 – Vera med flera (TV-serie)
- 2003 – Djungelboken 2 (röst som ormen Kaa)
- 2003 – Harry Potter och Hemligheternas kammare (röst som Cornelius Fudge)
- 2004 – Peter Pan (röst som Smee)
- 2004 – Nasses stora film (röst som Nalle Puh)
- 2004 – Kogänget (röst som geten Jeb)
- 2004 – Harry Potter och fången från Azkaban (röst som Cornelius Fudge)
- 2004 – Musses jul i Ankeborg (röst som Joakim von Anka samt tomtenissar)
- 2005 – Zuper-Zebran (röst som pelikanen Gås)
- 2005 – Puhs film om Heffaklumpen (röst till Nalle Puh)
- 2005 – Nalle Puh – En hjärtlig dag (röst till Nalle Puh)
- 2006 – Harry Potter och den flammande bägaren (röst som Cornelius Fudge)
- 2006 – Asterix och vikingarna (röst som kryptograf)
- 2007 – Harry Potter och Fenixorden (röst som Cornelius Fudge)
- 2007 – TMNT (röst som Splinter)
- 2010 – Toy Story 3 (röst som Slinky Dog)

## Teater

### Roller (ej komplett)
| År   | Roll                              | Produktion                                                                             | Regi                                        | Teater                   |
| ---- | --------------------------------- | -------------------------------------------------------------------------------------- | ------------------------------------------- | ------------------------ |
| 1955 |                                   | Äktenskapsmäklerskan Thornton Wilder                                                   | Per Gerhard                                 | Vasateatern              |
| 1959 | Medverkande                       | Två träd, revy Karl Gerhard                                                            | Hasse Ekman                                 | Idéonteatern             |
| 1961 | Medverkande                       | Ursäkta handsken, revy Karl Gerhard                                                    | Tage Danielsson                             | Idéonteatern             |
| 1963 |                                   | Pyjamasleken George Abbot, Richard Bisell, Richard Adler, Jerry Ross                   | Carl-Gustaf Kruuse af Verchou Mille Schmidt | Idéonteatern             |
| 1969 | Bill Calhoun/Lucentio             | Kiss Me, Kate Cole Porter, Samuel Spewack och Bella Spewack                            | Bo Forsberg                                 | Riksteatern              |
| 1972 |                                   | Små, små ord till tröst                                                                | Per Siwe                                    | Flexteatern              |
| 1973 |                                   | Borgmästaren Gert Hofmann                                                              | Sandor Györbiro                             | Flexteatern              |
| 1976 | Cassio                            | Othello William Shakespeare                                                            | Claes Sylwander                             | Helsingborgs stadsteater |
| 1982 | Miguel de Cervantes / Don Quijote | Mannen från La Mancha Mitch Leigh, Joe Darion och Dale Wasserman                       | Georg Malvius                               | Örebro länsteater        |
| 1983 | Eddie Carbone                     | Utsikt från en bro Arthur Miller                                                       | Georg Malvius                               | Örebro länsteater        |
| 1983 | Mercutio                          | Romeo och Juliet William Shakespeare                                                   | Georg Malvius                               | Örebro länsteater        |
| 1983 | Horst                             | Bent Martin Sherman                                                                    | Georg Malvius                               | Örebro länsteater        |
| 1984 | Konferenciern                     | Cabaret John Kander, Fred Ebb och Joe Masteroff                                        | Georg Malvius                               | Örebro länsteater        |
| 1984 | Truffaldino Battochio             | Två herrars tjänare Carlo Goldoni                                                      | Alfred Meschnigg                            | Örebro länsteater        |
| 1989 | Oscar Lindquist                   | Sweet Charity Neil Simon, Cy Coleman och Dorothy Fields                                | Hans Bergström                              | Östgötateatern           |
| 1998 | Mr Mushnik                        | Little Shop of Horrors Alan Menken och Howard Ashman                                   | Magnus Bergquist                            | Östgötateatern           |
| 2001 |                                   | En kul grej hände på väg till Forum Stephen Sondheim, Burt Shevelove och Larry Gelbart | Staffan Aspegren                            | Östgötateatern           |